# Pio Sanquirico
Pour les articles homonymes, voir Sanquirico.
Pio Sanquirico, né le 20 octobre 1847 à Gudo Visconti, une commune de la ville métropolitaine de Milan, dans la région de Lombardie (Italie) et mort le 10 juin 1900 à Milan (Italie), est un artiste peintre italien.

## Biographie
Pio Sanquirico a surtout exposé en Italie. En 1880, il est invité à l'Exposition nationale des beaux-arts de Turin, où il expose En temps de paix. En 1881, il expose trois autres tableaux, Alla frutta, Panfilo Castaldi à la cour des Sforza et Découverte et Délire à Turin. La même année, il expose Una scoperta, Da Monza a Sesto et une série d'études à l'Exposition de la Société pour l'Encouragement des Beaux-Arts à Florence. En 1883, il peint et expose trois nouvelles toiles à Milan, Confidenza, Verra et Il pulcino nero. Ce dernier est également exposé en 1883, à l'Exposition de Rome avec un autre tableau représentant Giordano Bruno, avec l'inscription suivante : Maiori forsan cum timore sententiam in me fertis quam ego accipiam (C'est peut-être avec plus de crainte que vous me jugez que je n'accepterai). Le Fruit défendu, présenté à l'origine à l'Exposition artistique nationale de Venise en 1887, est considéré comme son chef-d'œuvre. 
Giuseppe Pellizza da Volpedo fut l'un de ses élèves.